# Carex shanghangensis
Carex shanghangensis är en halvgräsart som beskrevs av S.Yun Liang. Carex shanghangensis ingår i släktet starrar, och familjen halvgräs. Inga underarter finns listade i Catalogue of Life.